# زبان نیهالی
زبان نیهالی، که به نام نهالی یا به اشتباه به عنوان کالتو نیز شناخته می‌شود، یک زبان تک‌خانواده درخطر رایج در مرکز-غرب هند (در مادیا پرادش و مهاراشترا) با حدود ۲٬۰۰۰ سخنگو در سال ۱۹۹۱ از جمعیت ۵٬۰۰۰ قوم نیهالی است. مناطق قبیله نیهالی در جنوب رود تاپتی در مادیا پرادش است.